# Hylaea extincta
Hylaea extincta är en fjärilsart som beskrevs av Vorbrodt och Müll.-rutz 1913. Hylaea extincta ingår i släktet Hylaea och familjen mätare. Inga underarter finns listade i Catalogue of Life.